# Fru Alstads socken
Fru Alstads socken i Skåne ingick i Skytts härad, uppgick 1967 i Trelleborgs stad och området ingår sedan 1971 i Trelleborgs kommun, från 2016 inom Alstads distrikt.
Socknens areal är 9,60 kvadratkilometer varav 9,39 land. År 1948 fanns här 389 invånare. Kyrkbyn Fru Alstad med sockenkyrkan Fru Alstads kyrka ligger i socknen. 

## Administrativ historik
Socknen har medeltida ursprung. 
Vid kommunreformen 1862 övergick socknens ansvar för de kyrkliga frågorna till Fru Alstads församling och för de borgerliga frågorna bildades Fru Alstads landskommun. Landskommunen uppgick 1952 i Alstads landskommun som uppgick 1967 i Trelleborgs stad som 1971 ombildades till Trelleborgs kommun. Församlingen uppgick 1980 i Alstads församling. 
1 januari 2016 inrättades distriktet Alstad, med samma omfattning som Alstads församling hade 1999/2000 och fick 1980, och vari detta sockenområde ingår.
Socknen har tillhört län, fögderier, tingslag och domsagor enligt vad som beskrivs i artikeln Skytts härad. De indelta soldaterna tillhörde Södra skånska infanteriregementet och Skånska dragonregementet.

## Geografi
Fru Alstads socken ligger nordost om Trelleborg. Socknen är en odlingsbygd på Söderslätt.

## Fornlämningar
Boplatser från stenåldern är funna. Från bronsåldern finns en gravhög.

## Namnet
Namnet skrevs 1359 Alestädhä östrä, 1512 Wår frue Alestada och kommer från kyrkbyn. Efterleden är sta(d), 'plats; ställe'. Förleden innehåller antingen plural av al eller ali, 'aldunge'. Fru kommer av att kyrkan är vigd åt jungfru Maria, Vår fru..